# Джованні Черріна Фероні
Джованні Черріна Фероні (італ. Giovanni Cerrina Feroni, 18 липня 1866, Флоренція - 2 липня 1952, Рим) — італійський адмірал, губернатор італійських колоній Еритреї та Сомалі.

## Біографія
Джованні Черріна Фероні народився 18 липня 1866 року у Флоренції у шляхетній родині. У 1886 році закінчив Військово-морську академію в Ліворно у званні гардемарина.
Був направлений у Червоне море, де ніc службу на борту авізо «Агостіно Барбаріго» і «Стафетта». У 1888-1889 роках брав участь війні в Еритреї.
У 1899 році у званні лейтенанта був командував міноносцем «Ерколе», потім ніс службу на військово-морській базі в Ла-Маддалені.
У 1906 році у званні капітана III рангу, знову повернувся в італійські колонії у Східній Африці, де за дорученням Міністерства колоній протягом 1906-1907 років займав посаду губернатора Бенадіра. 
У званні капітана I рангу брав участь в італійсько-турецькій війні 1911-1912 років, обіймаючи посаду головнокомандувача військово-морськими силами Італії в Червоному морі. На цій посаді він координував дії італійського флоту в Червоному морі під час війни. Також він зумів переконати шейхів Ємену підняти повстання проти Османської імперії. За це, а також за зусилля з розвитку колонії він був нагороджений Савойським військовим орденом.
У 1915 році Джованні Черріна Фероні був призначений губернатором Італійської Еритреї і обіймав цю посаду до 1916 року. Протягом 1916-1919 років був губернатором Італійського Сомалі.
Протягом 1921-1923 років знову був губернатором Італійської Еритреї.
Окрім того, він і надалі ніс військову службу, займався будівництвом портів, доріг, гідрографічними дослідженнями.
У 1918 році отримав звання контрадмірала, у 1926 році - дивізійного адмірала. У 1927 році отримав звання адмірала ескадри у запасі.
Залишивши службу, Джованні Черріна Фероні переселився до Риму, де помер 2 липня 1952 року.

## Нагороди
- Офіцер Савойського військового ордена
- Великий офіцер Ордена Корони Італії
- Великий офіцер Колоніального ордена Зірки Італії
- Пам'ятна медаль італійсько-турецької війни 1911—1912
- Пам'ятна медаль Італо-австрійської війни 1915—1918
- Медаль Перемоги
- Пам'ятна медаль на честь об'єднання Італії
- Маврикіанська медаль заслуг за 10 п'ятиліть бездоганної військової кар'єри
- Почесна медаль за довголітнє судноводіння (20 років)